# Дворский, Павел Ананьевич
Дво́рский Па́вел Ана́ньевич (1 февраля 1953, Ленковцы, Черновицкая область) — певец, композитор, народный артист Украины (1994), Заслуженный артист Украинской ССР (1990).

## Биография
Павел Дворский родился в 1 февраля 1953 года в селе Ленковцы Кельменецкого района Черновицкой области.
Окончив в 1976 году Черновицкое музыкальное училище, он был принят в ВИА «Смеричка» и заменил Василия Зинкевича, став вторым голосом Назария Яремчука.
В начале 90-х годов Павел Дворский закончил Львовскую консерваторию и в 1994 году начал сольную карьеру.

## Семья
Жена — Светлана. Два сына — Павел и Вячеслав. Оба пошли по стопам отца — стали певцами.

## Творчество
- В 1979 году первые песни Дворского — «Стожары», слова Владимира Кудрявцева и «Маки для сына», слова Владимира Ивасюка — входят в репертуар «Смерички».
- В 1985 году настоящую популярность ему приносят композиция «Смерекова хата», слова к которой написал Николай Петрович Бакай и «Писанка» на слова Михаила Николаевича Ткача. Обе песни исполнил Яремчук, но именно они дали Павлу Дворскому возможность стать «первым голосом» в «Смеричке»[3].
- В 1995 году Дворский вместе с Владимиром Прокопиком и дуэтом «Писанка» были на гастролях в Соединенных Штатах Америки и Канаде.
- В 1996 году Павел Дворский начал работу над своим первым компакт-диском «Автографы любви».
- В 1999 году выходят два сольных компакт-диска «Возводим храм» и «Буковинское танго».
- В 2000 году выходит компакт-диск «Чувства».
- В 2001 году выходит компакт-диск «Четверть столетия дарю песни».
- В 2002 году певец выпускает новый альбом «Так начинается любовь».
- В 2003 году выходит юбилейный аудиоальбом «Молодая мелодия» и двойной альбом «Товарищество мое», где песни Павла Дворского исполняют Виталий Билоножко, Иво Бобул, Назарий Яремчук и другие.
- В 2004 году выходят два сольных компакт-диска «Смерековая хата» и «Canzoni di passione» для гастрольного тура по Италии.
- В 2005 году выходит компакт-диск «Краски любви».
- В 2007 году выходит два компакт-диск «Щастье мое» для гострольного тура по Америке.
- В 2012 году певец выпускает два альбома «Щастя мое» и Le stelei cadenti.
- Творческие вечера и сольные программы Павла Дворского
- В 1994 году «Льну к тебе, Украина». Национальный Дворец «Украина», Киев.
- В 1998 году «Буковинское танго». Национальный Дворец «Украина», Киев.
- В 1999 году «Чувства». Национальный Дворец «Украина», Киев.
- В 2001 году «Стожары». Национальный Дворец «Украина», Киев.
- В 2003 году «Товарищество мое». Национальный Дворец «Украина», Киев.
- В 2006 году «Тридцать песенных ступенек». Национальный Дворец «Украина», Киев.
- В 2011 году «Щастя мое». Львовская Национальная опера

## Награды
- За пропаганду молодёжной песни Павел Дворский был награждён областной комсомольской премией.
- В 1989 году он был третьим в жанре популярной музыки на фестивале «Червона рута» в Черновцах.
- В 1990 году Павел Дворский отмечен почётным званием «Заслуженного артиста Украинского ССР»
- В 1994 году Павел Дворский отмечен почётным званием «Народного артиста Украины»[4].
- В 1996 году Павел Дворский получил «Рыцарский Крест Славы» украинской диаспоры Канады и США за вклад в национальное движение Украины[5].
- В 1999 году Павел Дворский отмечен почетным званием «Отличник образования»
- В 2001 году Павел Дворский получил Орден «За заслуги» ІІІ степени[6].
- В 2003 году Павел Дворский получил Орден «За заслуги» ІІ степени[7].
- В 2003 году Павел Дворский получил почетное отличие Министерства культуры Украины «За достижение в развитии культуры и искусств».
- В 2006 году православный орден архистратига Михаила.
- В 2007 году грамота и памятная медаль Верховного архиепископа Киево -Галицкого Любомира. За благотворительную деятельность